# Quinon
Quinon hay benzoquinon là một trong số hai đồng phân của xyclohexadienedion. Chúng có công thức hóa học tổng quát là C6H4O2. Orthobenzoquinon là 1,2-dion, trong khi parabenzoquinon là 1,4-dion.
Orthobenzoquinon là dạng bị oxy hóa của catechol (1,2-dihydroxybenzen), trong khi parabenzoquinon là dạng bị oxy hóa của hydroquinon. Dung dịch iôđua kali khử dung dịch benzoquinon thành hydroquinon và nó bị oxy hóa ngược trở lại bằng dung dịch nitrat bạc.

1,2-Benzoquinon
1,4-Benzoquinon

## Hóa sinh học
Quinon cũng là tên gọi chung cho một lớp hợp chất chứa các đồng phân benzoquinon như là một phần trong cấu trúc của nó. Các quinon không phải hợp chất thơm mà là các dien. Nhóm cacbonyl của chúng tương tự như các xeton.
Quinon là thành phần phổ biến trong các phân tử có liên quan về mặt sinh học (ví dụ Vitamin K1 là phylloquinon). Các chất khác cũng đóng vai trò của electron chất nhận điện tử trong các chuỗi vận chuyển điện tử, chẳng hạn như các chất trong các hệ thống quang I & II của quang hợp và hô hấp tế bào. Ví dụ trong tự nhiên về các quinon như là chất oxy hóa là luồng chất phun ra của trên 500 loài bọ cánh cứng trong các tông Brachinini, Paussini, Ozaenini và Metriini (họ Carabidae). Hydroquinon phản ứng với perôxít hiđrô để sinh ra một luồng hơi cay, một chất ngăn cản mạnh trong thế giới động vật. Các quinon cũng bị khử một phần để trở thành các quinol.

## Hóa hữu cơ
Benzoquinon được sử dụng trong hóa hữu cơ như là một chất oxy hóa hữu cơ. Các chất oxy hóa hữu cơ mạnh hơn cũng tồn tại, như 2,3,5,6-tetracloro-parabenzoquinon hay p-cloranil và 2,3-dixyano-5,6-dicloro-parabenzoquinon tức DDQ.